# Mosteiro de Saint-Paul de Mausole

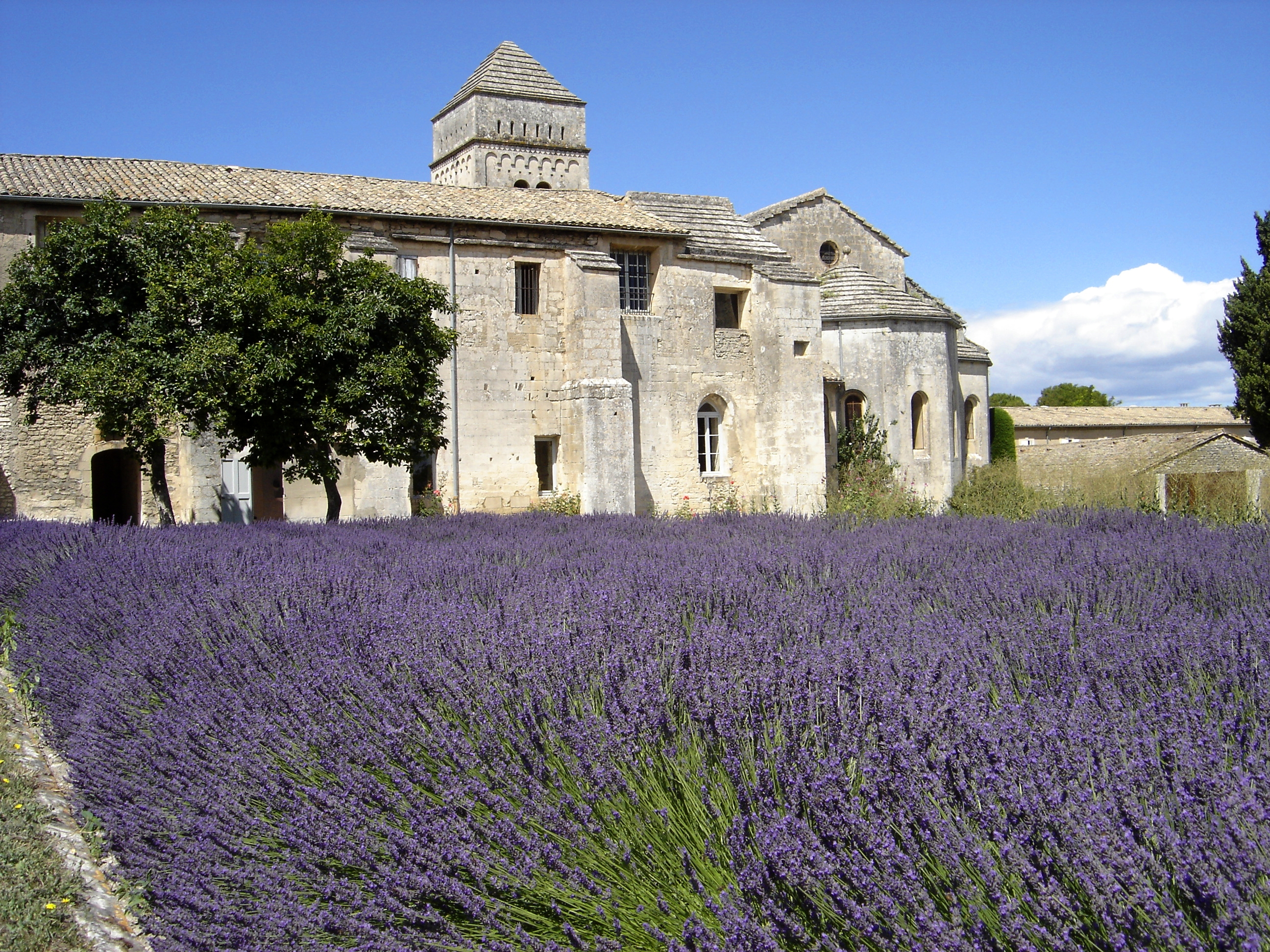
Foto lateral do Mosteiro de Saint-Paul de Mausole

O Mosteiro de Saint-Paul de Mausole (em francês:  monastère Saint-Paul-de-Mausole) é um antigo mosteiro em Saint-Rémy-de-Provence, Provença, França. Várias salas do edifício foram convertidas num museu para Vincent van Gogh, que se hospedou lá em 1889-1890.

## Van Gogh

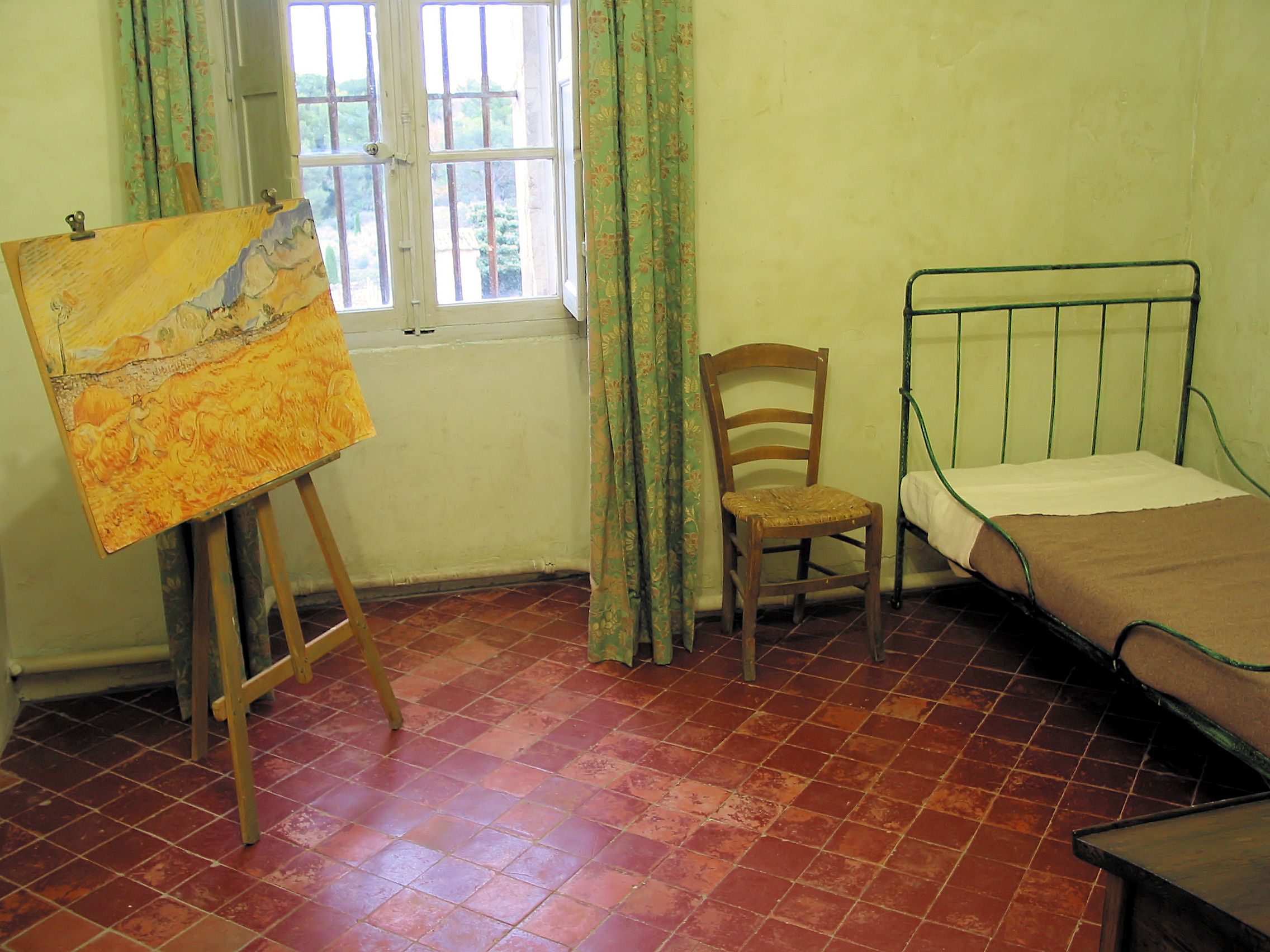
Quarto de Vincent van Gogh em Saint-Paul de Mausole

No rescaldo do colapso de 23 de dezembro de 1888 que resultou na automutilação da sua orelha esquerda, Vincent van Gogh voluntariamente deu entrada no asilo para lunáticos de Saint-Paul-de-Mausole em 8 de maio de 1889. Alojado num antigo mosteiro, Saint-Paul-de-Mausole atendia clientes ricos e estava com uma taxa de ocupação de menos de metade quando Van Gogh chegou, permitindo-lhe ocupar não apenas um quarto no segundo andar, mas também um quarto no piso térreo para usar como um estúdio de pintura.